# NGC 922
NGC 922 (другие обозначения — ESO 478-28, MCG −4-6-37, UGCA 30, AM 0222-250, IRAS02228-2500, PGC 9172) — спиральная галактика с перемычкой в созвездии Печь, находящаяся на расстоянии около 145 млн св. лет от Земли.
NGC 922 входит в число перечисленных в оригинальной редакции «Нового общего каталога».
В галактике вспыхнула сверхновая SN 2008ho типа IIP, её пиковая видимая звездная величина составила 16,5.
В галактике вспыхнула сверхновая SN 2002gw типа II, её пиковая видимая звездная величина составила 17,3.

## Особенности

### Кольцеобразная структура
NGC 922 является редкой кольцеобразной галактикой (кольцо не замкнуто и напоминает букву С). Такая структура обусловлена случившимся около 330 млн лет назад прохождением сквозь её центр другой, меньшей галактики 2MASXI J0224301-244443, которая находится сейчас в 8 угловых минутах от центра. Ударная волна, распространяющаяся от места прохождения сквозь межзвёздный газ, концентрирующийся в плоскости спиральной галактики, вызывает на своём фронте звездообразование в облаках газа; возникшие в результате молодые горячие звёзды образуют хорошо различимое кольцо. Таким образом, NGC 922 является галактикой со вспышкой звездообразования. Металличность галактики близка к 0,75 солнечной, в отличие от другой известной кольцеобразной галактики «Колесо телеги» (ESO 350-40), где работает такой же механизм, но металличность составляет лишь 0,2-0,3 от солнечной.

### Рентгеновские источники
Наблюдения NGC 922 на космическом рентгеновском телескопе Chandra выявили в этой галактике популяцию ярких рентгеновских источников, включая 9 рентгеновских источников ультравысокой светимости (> 1039 эрг/с в диапазоне 0,3—8,0 кэВ), которые ассоциированы с кольцом. Наиболее яркий из этих источников имеет светимость 2⋅1040 эрг/с. Предполагается, что эти источники являются аккрецирующими чёрными дырами звёздных масс (> 10 M⊙) в двойных системах.